# Belone svetovidovi
Belone svetovidovi är en fiskart som beskrevs av Collette och Parin, 1970. Belone svetovidovi ingår i släktet Belone och familjen näbbgäddefiskar. Inga underarter finns listade.